# Landkreis Hildburghausen
Landkreis Hildburghausen är ett distrikt (Landkreis) i södra delen av det tyska förbundslandet Thüringen.

## Administrativ indelning
I förvaltningsrättslig mening finns i modern tid ingen skillnad mellan begreppet Stadt (stad) gentemot Gemeinde (kommun). Följande kommuner och städer ligger i Landkreis Hildburghausen: 

### Städer
| - Eisfeld | - Hildburghausen | - Römhild | - Schleusingen |

### Kommuner
| - Masserberg | - Schleusegrund | - Veilsdorf |  |

### Förvaltningsgemenskaper

#### Auengrund
| - Auengrund | - Brünn/Thür. |  |  |

#### Feldstein
| - Ahlstädt - Beinerstadt - Bischofrod - Dingsleben - Ehrenberg | - Eichenberg - Grimmelshausen - Grub - Henfstädt | - Kloster Veßra - Lengfeld - Marisfeld - Oberstadt | - Reurieth - Schmeheim - St. Bernhard - Themar (stad) |

#### Heldburger Unterland
| - Heldburg - Schlechtsart | - Schweickershausen - Straufhain | - Ummerstadt | - Westhausen |